# Exochus ferus
Exochus ferus är en stekelart som beskrevs av Valentina I. Tolkanitz 1993. Exochus ferus ingår i släktet Exochus och familjen brokparasitsteklar. Inga underarter finns listade i Catalogue of Life.